# Tratatul de la Devol
Tratatul de la Devol (în greacă συνθήκη της Δεαβόλεως) a fost un acord realizat în 1108 între Boemund I al Antiohiei și împăratul bizantin Alexios I Comnen, în urma primei cruciade. Este numit după cetatea bizantină Devol (situată în Albania modernă în Districtul Devoll). Deși tratatul nu a fost pus în practică imediat, a fost destinat să facă din Principatul Antiohiei un stat vasal al Imperiului Bizantin.
La începutul primei cruciade armatele cruciate s-au adunat la Constantinopol și au promis să returneze Imperiului Bizantin orice teritoriu ar putea cuceri. Cu toate acestea, Boemund, fiul fostul inamic al lui Alexios, Robert Guiscard, a cerut Principatul de Antiohia pentru el însuși. Alexios nu a recunoscut legitimitatea Principatului și Boemund a mers în Europa în căutare de întăriri. El s-a lansat într-un război deschis împotriva lui Alexios, dar a fost în curând forțat să se predea și să negocieze cu Alexios în tabăra imperială de la Diabolis (Devol), unde a fost semnat tratatul.
În conformitate cu termenii tratatului, Boemund era de acord să devină un vasal al împăratului și să apere imperiul ori de câte ori este nevoie. El a acceptat, de asemenea, numirea unui patriarh grec. În schimb, a primit titlurile de sebastos și Doux (duce) al Antiohiei și i s-a garantat dreptul de a transmite moștenitorilor săi comitatul de Edessa. Ca urmare a acestui fapt, Boemund s-a retras în Apulia și a murit acolo. Nepotul său, Tancred, care era regent în Antiohia, a refuzat să accepte termenii tratatului. Antiohia a revenit temporar sub influența bizantină în 1137, dar abia în 1158 a devenit cu adevărat un stat vasal bizantin.
Tratatul de la Devol este privit ca un exemplu tipic al tendinței bizantine de a soluționa dispute prin diplomație, mai degrabă decât prin război, și a fost atât rezultatul, cât și cauza pentru neîncrederea între bizantini și vecinii lor din Europa de Vest.

## Context

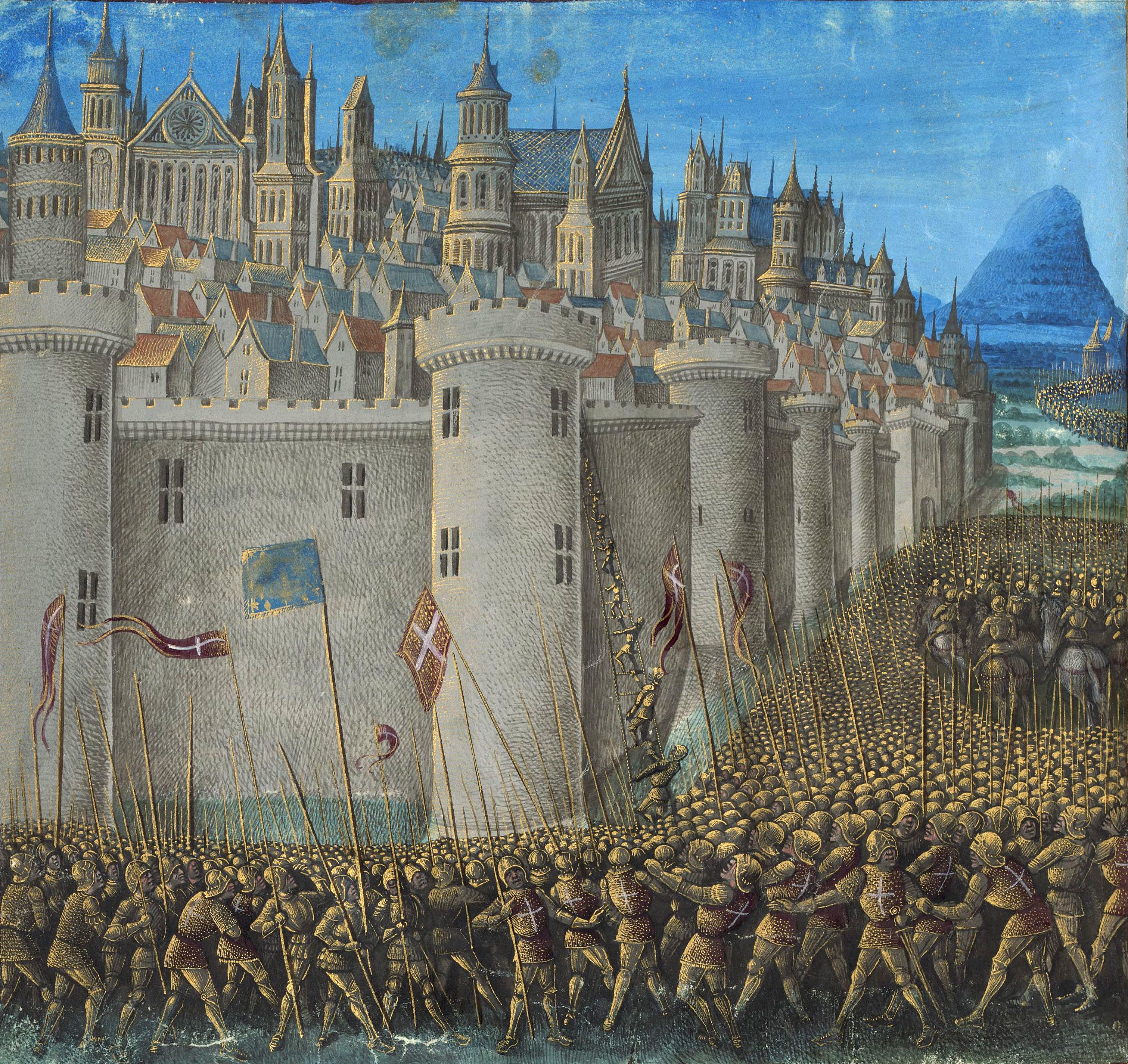
Asediul Antiohiei dintr-o pictură în miniatură medievală

În 1097 armatele cruciaților s-au adunat la Constantinopol, călătorind în grupuri spre est prin Europa. Alexios I, care a cerut doar niște cavaleri occidentali pentru a servi ca mercenari pentru a ajuta în lupta împotriva turcilor selgiucizi, a blocat aceste armate în oraș și nu le-a permite să plece până când liderii lor nu au făcut jurăminte promițătoare prin care se obligau să cedeze imperiului orice teritoriu care îi aparținuse anterior și pe care îl puteau cuceri pe drumul spre Ierusalim. Cruciații au făcut în cele din urmă aceste jurăminte, în mod individual, mai degrabă decât în grup. În schimb, Alexios le-a dat ghizi și o escortă militară. Cruciații au fost însă exasperați de tacticile bizantine, cum ar fi negocierea predării de la İznik în timp ce era încă sub asediul cruciaților, pe care sperau să-l jefuiască pentru a ajuta la finanțarea călătoriei lor. Cruciații, simțindu-se trădați de Alexios, care a reușit să recupereze o serie de orașe importante și insule, și o mare parte din vestul Asiei Mici, au continuat fără ajutor bizantin. În 1098, când Antiohia a fost capturată după un lung asediu și cruciații s-au aflat ei înșiși asediați în oraș, Alexios, s-a îndreptat spre ei, dar auzind de la Ștefan al II-lea de Blois că situația era fără speranță, s-a întors la Constantinopol. Cruciații, care au rezistat pe neașteptate asediului, credeau ca Alexios i-a abandonat și i-au considerat pe bizantini nedemni de încredere. Prin urmare, au considerat jurămintele ca fiind invalide.
Pe la 1100, au existat mai multe state cruciate, inclusiv Principatul de Antiohia, fondat de Bohemond în 1098. S-a afirmat că Antiohia ar trebui să fie returnată bizantinilor, în ciuda presupusei trădări a lui Alexios,, dar Bohemond a pretins-o pentru sine. Alexios, desigur, nu a fost de acord; Antiohia avea un port important, era un centru comercial pentru Asia și un bastion al Bisericii Ortodoxe de Est, cu un Patriarh ortodox Estic al Antiohiei important. Aceasta fusese capturată de la imperiu doar cu câteva decenii mai înainte, spre deosebire de Ierusalim, care era mult mai departe și nu se mai aflase în mâinile bizantine de secole. Prin urmare, Alexios nu a recunoscut legitimitatea Principatului, considerând că ar trebui să fie returnat imperiului în conformitate cu jurămintele pe care Bohemond le jurase în 1097. Prin urmare, era pregătit să încerce să îl evacueze pe Bohemond din Antiohia.
Bohemond a adăugat încă o insultă atât lui Alexios cât și Bisericii Ortodoxe de Est, în 1100, când l-a numit pe Bernard Valence ca patriarh latin și în același timp l-a expulzat pe patriarhul grec, Ioan Oxite, care a fugit la Constantinopol. Curând după aceea, Bohemond a fost capturat de danișmendiți din Siria și a fost închis trei ani, timp în care antiohienii l-au ales pe nepotul lui, Tancred, ca regent. După ce Bohemond a fost eliberat, el a fost învins de selgiucizi în bătălia de la Harran în 1104; această înfrângere a dus la o presiune reînnoită asupra Antiohiei atât din partea selgiucizilor cât și a bizantinilor. Bohemond l-a lăsat pe Tancred să controleze Antiohia și s-a întors în Occident, căutând întăriri în Italia și Franța. A câștigat sprijinul papei Pascal al II-lea și sprijinul regelui francez Filip I, cu a cărui fiică s-a căsătorit. Nu este clar dacă expediția poate fi considerată drept o cruciadă.
Rudele normande ale lui Bohemond din Sicilia s-au aflat în conflict cu imperiul bizantin timp de peste 30 de ani; tatăl său, Robert Guiscard a fost unul dintre cei mai formidabili dușmani Imperiului. În timp ce Bohemond era departe, Alexios a trimis o armată pentru a reocupa Antiohia și orașele Ciliciei. În 1107, după ce a organizat o nouă armată pentru cruciada lui planificată împotriva musulmanilor din Siria, Bohemond a lansat un război deschis împotriva lui Alexios, traversând Marea Adriatică să asedieze Durrës, cel mai vestic oraș al imperiului. Ca și tatăl său, Bohemond nu a putut să facă progrese semnificative în interiorul imperiului; Alexios a evitat o luptă directa și asediul lui Bohemond a eșuat, în parte din cauza unei plăgi din rândul armatei sale. Bohemond s-a găsit curând într-o poziție imposibilă, izolat în fața Durrës-ului: evadarea pe mare a fost tăiata de venețieni, iar Pascal II și-a retras sprijinul.

## Acorduri

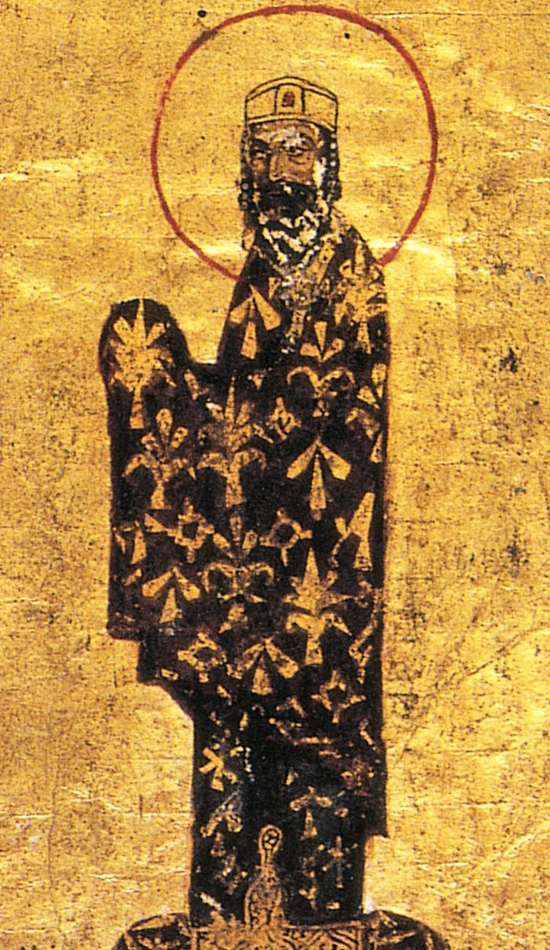
împăratul bizantin Alexios I Komnenos

În septembrie 1108, Alexios a cerut ca Bohemond să negocieze cu el la tabăra imperială de la Diabolis (Devol). Bohemond nu a avut de ales decât să accepte, acum că armata, lovită de boală, nu mai era capabilă să îl învingă pe Alexios în luptă. El a recunoscut că a încălcat jurământul depus jurământul în 1097, dar a refuzat să recunoască faptul că a avut o influență asupra circumstanțelor actuale, întrucât, în ochii lui Bohemond, Alexios a încălcat, de asemenea acordul prin răzgândirea de la asediul Antiohiei în 1098. Alexios a fost de acord să considere jurămintele din 1097 ca fiind invalide. Termenii tratatului au fost negociați de generalul Nichifor Vrienios, și au fost consemnați de Anna Komnene:
- Bohemond a fost de acord să devină un vasal al împăratului, și de asemenea, al fiului lui și moștenitorului lui Alexios, Ioan;[19]
- El a fost de acord să ajute la apărarea imperiului, oriunde și ori de câte ori i se cerea să facă acest lucru și s-a convenit să i plătească anual 200 de talanți în schimbul acestui serviciu;
- I s-a dat titlul de sebastos, precum și Doux (duce) de Antiohia;
- I-au fost acordate ca feude imperiale Antiohia și Alep (pe acesta din urmă nu îl controlau nici cruciații, nici bizantini, dar s-a înțeles că Bohemond trebuia să încerce să-l cucerească);
- A fost de acord să returneze Laodicea și alte teritorii ciliciene lui Alexios;
- A fost de acord să îl lase pe Alexios să numească un patriarh grec „printre discipolii marii Bisericii a Constantinopolului“(reinstituirea patriarhului grec a marcat acceptarea de supunere față de imperiu, dar a pus întrebări canonice, care erau greu de rezolvat[20]).[21].

Termenii au fost negociați în conformitate cu mentalitatea vestică a lui Bohemond, astfel încât el se vedea ca un vasal feudal al lui Alexios, un „om legat“ (homo ligius sau ἄνθρωπος λίζιος), cu toate obligațiile pe care acest lucru le implica, cum erau uzuale în Occident: el a fost obligat să ofere ajutor militar împăratului, cu excepția războaielor în care era implicat, și să-l ajute împotriva tuturor dușmanilor săi, în Europa și în Asia.
Anna Komnene a descris acțiunea cu detalii foarte repetitive, cu Bohemond frecvent subliniind propriile greșeli și lăudând bunăvoința lui Alexios și a imperiului; procedura trebuie să fi fost destul de umilitoare pentru Bohemond. Pe de altă parte, scrierea Annei era menită să îl laude pe tatăl ei și termenii tratatului e posibil să nu fie în întregime corecți:
Acordul verbal a fost scris în două exemplare, unul dat la Alexios, iar celălalt dat lui Bohemond. Potrivit Annei, martorii din tabăra lui Bohemond care au semnat propria copie a tratatului au fost Maurus, episcop de Amalfi și legatul papal, Renard, episcop de Tarentum, precum și clerul mic care îl însoțea, starețul mănăstirii Sf. Andrei din Brindisi, împreună cu doi dintre călugării săi și un număr de „pelerini“ fără nume (probabil soldați în armata lui Bohemond). De la curtea imperială a lui Alexios, martorii tratatului au fost sebastos Marinos din Napoli, Roger, fiul lui Dagobert, Peter Aliphas, William de Gand, Richard de Salerno, Geoffrey de Mailli, Hubert, fiul lui Raoul, Paul Romanul, trimiși ai unor cunoscuți ai Reginei (din familia fostului kral / rege al Bulgariei), ambasadorii Peres și Simon din Ungaria și ambasadorii Vasile Eunucul și Constantin. Mulți dintre martorii lui Alexios erau chiar ei occidentali, care dețineau poziții înalte în armata bizantină și la curtea imperială; Vasile și Constantin au fost ambasadori în serviciul rudelor lui Bohemond în Sicilia.
Nici una dintre copii nu a supraviețuit. Este posibil să fi fost scrise în latină, greacă sau în ambele. Probabil au fost scrise în ambele limbi, având în vedere numărul de vestici prezenți, dintre care mulți ar fi cunoscut limba latină. Nu este clar cât de multe dintre concesiile lui Bohemond erau cunoscute în toată Europa Latină întrucât doar câțiva cronicari menționează tratatul; Foucher de Chartres spune pur și simplu că Bohemond și Alexios au căzut la pace.

## Analiza

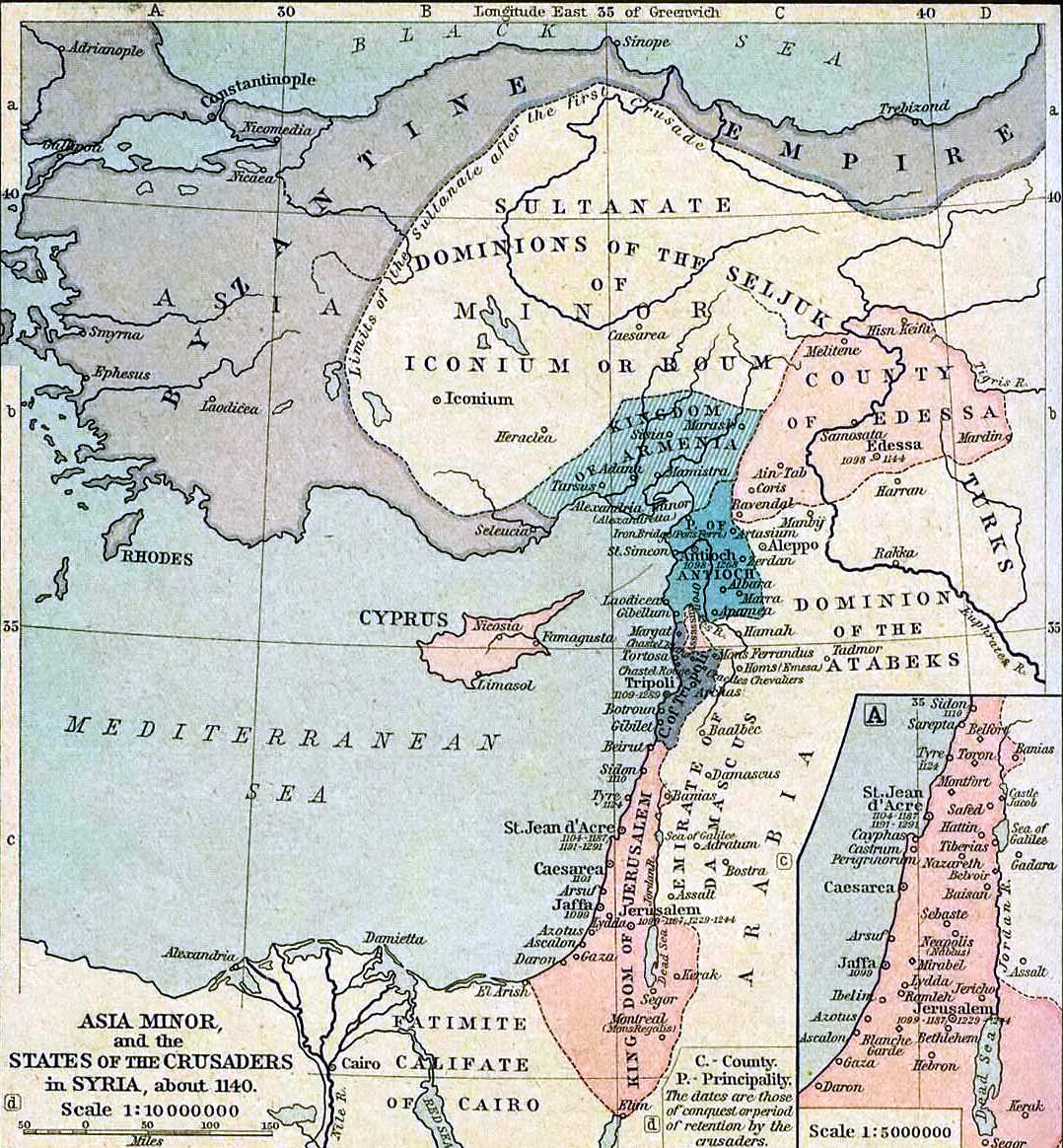
Asia Minor și statele cruciate în jurul anului 1140

S-a considerat că tratatul era în favoarea lui Alexios cu condiția ca Antiohia să fie inclusă în teritoriul imperiului său. Alexios, recunoscând imposibilitatea de a-l scoate pe Bohemond din Antiohia, a încercat să-l absoarbă în structura statului bizantin și l-a pus să lucreze pentru beneficiul imperiului. Bohemond avea să-și păstreze Antiohia până la moartea sa, cu titlul de duce, cu excepția cazului în care împăratul (fie Alexios sau, în viitor, Ioan) alegea, pentru orice motiv, să denunțe înțelegerea. Principatul urma să revină sub directa conducere bizantină după moartea lui Bohemond. Bohemond, prin urmare, nu a putut înființa o dinastie în Antiohia, deși el a primit dreptul de a transmite moștenitorilor săi comitatul de Edessa, precum și orice alte teritoriu pe care reușea să-l preia în interiorul sirian.
Teritoriile lui Bohemond urmau să includă Sf Simeon și coasta, orașele Baghras și Artah și posesiunile latine din Jebel ca-Summaq. Latakia și Cilicia urmau să revină sub conducerea directă bizantină. După cum Thomas Asbridge subliniază, o mare parte din ceea ce împăratul i-a acordat lui Bohemond (inclusiv Alepul) era încă în mâinile musulmanilor (de exemplu, nici Bohemond, nici Alexios nu controlau Edessa, deși la momentul respectiv Tancred era regent atât acolo, cât și în Antiohia). René Grousset numește Tratatul un „dictat“, dar Jean Richard subliniază că normele de drept feudale la care Bohemond a trebuit să se supună „nu au fost în nici un fel umilitoare.“ Potrivit lui John W. Birkenmeier, Tratatul a marcat punctul în care Alexios a dezvoltat o nouă armată, și noi doctrine tactice pe care să le folosească, dar nu a fost un succes politic bizantin; „a schimbat libertatea lui Bohemond pentru o suzeranitate titulară a sudului Italiei, care nu putea fi efectivă, iar pentru o ocupație din Antiohia, care nu a putut fi realizată.“
Termenii din tratat au fost interpretați în diferite moduri. Potrivit lui Paul Magdalino și Ralph-Johannes Lilie „Tratatul, cum a fost reprodus de Anna Komnene, arată o familiaritate uimitoare cu obiceiurile feudale occidentale; dacă a fost elaborat de către un grec sau latin aflat în serviciul imperial, a avut o viziune sensibilă pentru mentalitatea vestică a status quo-ului în estul Mării Mediterane." La fel erau și inițiativele diplomatice la care s-a angajat Alexios, în scopul de a pune în aplicare tratatul în timpul lui Tancred (cum ar fi tratatul încheiat cu Pisa în 1110-1111 și negocierile pentru unificarea bisericii realizate cu Pascal al II-lea în 1112). În contrast, Asbridge a susținut recent că tratatul a derivat din mentalitatea greacă, precum și din precedente occidentale, și că Alexios a dorit să considere Antiohia ca intrând sub umbrela aranjamentelor sale fiscale.

## Urmări

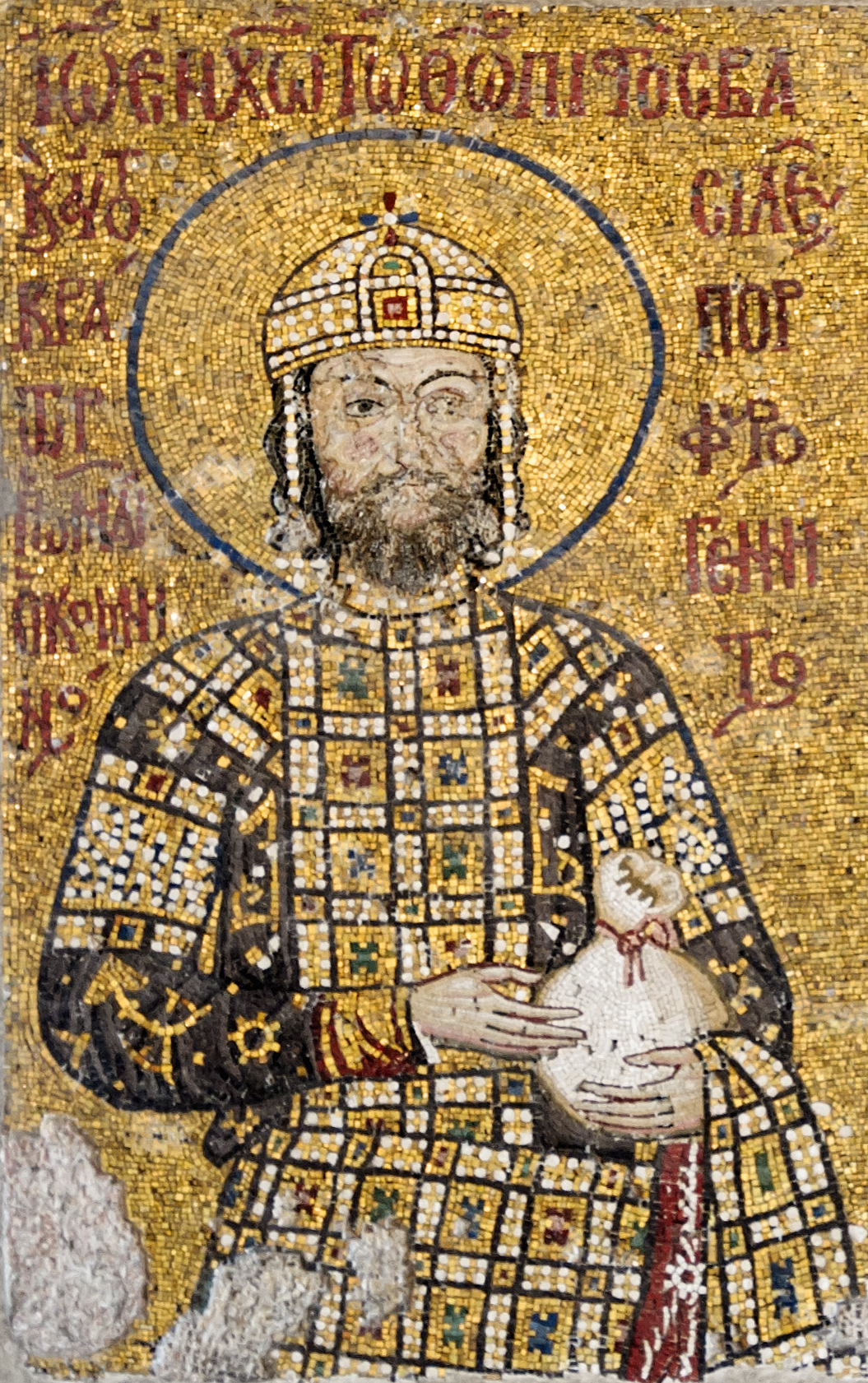
Mozaic ce îl prezintă pe Ioan al II-lea, fiul lui Alexios, care a cucerit Antiohia în 1137

Bohemond nu s-a mai întors în Antiohia (el a mers în Sicilia, unde a murit în 1111) și clauzele din tratat construite cu atenție nu au fost niciodată puse în aplicare. Nepotul lui Bohemond, Tancred, a refuzat să onoreze tratatul. În mintea lui, Antiohia era a lui prin dreptul de cucerire. El nu a văzut nici un motiv să-l predea cuiva care nu a fost implicat în cruciadă, și a făcut tot posibilul ca acest lucru să rămână așa. Cruciații păreau să creadă că Alexios îl înșelase pe Bohemond oferindu-i Antiohia; ei deja credeau că Alexios era  prefăcut și nedemn de încredere, iar acest lucru a confirmat convingerile lor. Tratatul se referea la Tancred ca titular ilegal al Antiohiei și Alexios a așteptat ca Bohemond să-l expulzeze sau să-l controleze cumva. Tancred, nu a permis unui patriarh grec să intre în oraș; în schimb, patriarhii greci au fost numiți în Constantinopol și și-au exercitat puterea de acolo.
Problema statutului Antiohiei și a orașelor ciliciene învecinate au tulburat imperiul timp de mai mulți ani după aceea. Deși Tratatul de la Devol nu a intrat în vigoare, el a constituit temeiul juridic pentru negocieri bizantine cu cruciații pentru următorii treizeci de ani și pentru pretențiile imperiale asupra Antiohiei, în timpul domniilor lui Ioan al II-lea și Manuel I. De aceea, Ioan al II-lea a încercat să-și impună autoritatea, călătorind spre Antiohia, în 1137 cu armata și asediind orașul. Cetățenii din Antiohia au încercat să negocieze, dar Ioan a cerut predarea necondiționată a orașului. După ce a cerut permisiunea regelui Ierusalimului, Fulk, pe care a primit-o, Raymond, prințul Antiohiei, a fost de acord să predea orașul lui Ioan. Acordul, prin care Raymond a jurat omagiu lui Ioan, s-a bazat în mod explicit pe Tratatul de la Devol, dar a mers dincolo de el: Raymond, care a fost recunoscut ca un vasal imperial pentru Antiohia, a promis intrarea liberă a împăratului în Antiohia, și s-a angajat să predea orașul în schimbul primirii Alepului, Shaizarului, Homsului și Hamei imediat ce acestea erau cucerite de la musulmani. Apoi, Raymond ar domni în regiunile nou cucerite și Antiohia ar reveni sub conducerea directă imperială. Campania nu a reușit în cele din urmă în parte pentru că Raymond și Joscelin al II-lea, conte de Edessa, care a fost și el obligat să se alăture lui Ioan ca vasal, nu și-au făcut treaba pentru care erau solicitați. Atunci când, la întoarcerea lor în Antiohia, Ioan a insistat să intre în posesia orașului, cei doi prinți au organizat o revoltă. Ioan s-a găsit el însuși asediat în oraș, și a fost forțat să plece în 1138, rechemat la Constantinopol. El a acceptat informările diplomatice ale lui Raymond și Joscelin că nu au avut nimic de-a face cu rebeliunea. Ioan a repetat acțiunea în 1142, dar a murit pe neașteptate, iar armata bizantină s-a retras.

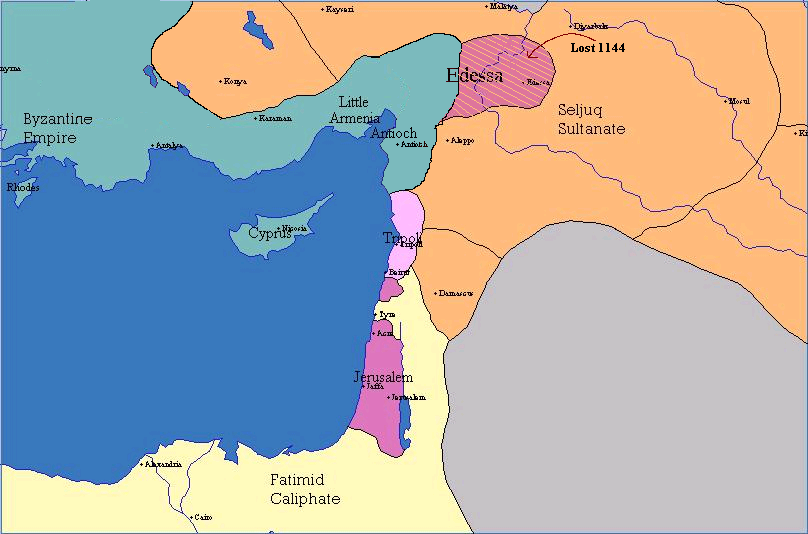
Antiohia sub protectoratul bizantin(1159–1180)

Abia în 1158, în timpul domniei lui Manuel I, Antiohia a devenit cu adevărat vasală imperiului, după ce Manuel l-a forțat pe prințul Raynald de Chatillon să îi jure supunere ca pedeapsă pentru atacul lui Raynald asupra Ciprului bizantin. Patriarhul grec a fost reinstaurat și a condus simultan cu patriarhul latin. Antiohia, slăbită de regenții lipsiți de putere după capturarea lui Raynald de către musulmani în 1160, a rămas un stat vasal bizantin până în 1182 când diviziuni interne, ca urmare a decesului lui Manuel în 1180, au împiedicat abilitatea imperiului întări revendicarea.
La frontiera balcanică, Tratatul de la Devol a marcat sfârșitul amenințării normande în sudul litoralului Adriatic în timpul domniei lui Alexios și mai târziu; eficacitatea apărărilor de frontieră au descurajat orice invazie viitoare prin Durrës pentru cea mai mare parte a secolului al XII-lea.